# Puijon Hiihtoseura
Puijon Hiihtoseura – fiński klub narciarski założony w 1930 roku w Kuopio. Najpopularniejszy obok klubu Lahden Hiihtoseura klub narciarski z Finlandii. Prezesem klubu jest Raimo Tamminen.
Do najbardziej znanych zawodników klubu należą m.in. Matti Hautamäki, Jussi Hautamäki, Janne Happonen, Arttu Lappi, Juha-Matti Ruuskanen, Janne Marvaila, Jens Salumäe, Toni Nieminen,
Kimmo Savolainen, Ville Kantee, Mika Antero Laitinen i Lauri Hakola.